# Prolasius bruneus
Prolasius bruneus é uma espécie de formiga do gênero Prolasius, pertencente à subfamília Formicinae.